# Amazonepeira herrera
Espèce
Amazonepeira herrera est une espèce d'araignées aranéomorphes de la famille des Araneidae.

## Distribution
Cette espèce se rencontre au Pérou et au Brésil.

## Description
La femelle holotype mesure 2,8 mm et le mâle paratype 2,8 mm.

## Publication originale
- Levi, 1989 : The Neotropical orb-weaver genera Epeiroides, Bertrana and Amazonepeira (Araneae: Araneidae). Psyche, vol. 96, no 1/2, p. 75-99 (texte intégral).